# Massacres d'Hagere Selam
Les massacres d'Hagere Selam sont des exécutions massives extrajudiciaires qui ont eu lieu près Hagere Selam dans la région du Tigré en Éthiopie pendant la guerre du Tigré. Les Forces de défense érythréennes ont tué 60 civils à Hagere Salem du 4 au 5 décembre 2020 et 30 civils à Addi Qoylo (en) le 14 décembre.

## Massacres
À Hagere Selam, le géomorphologue belge Jan Nyssen (qui y a une résidence secondaire) a signalé des exécutions extrajudiciaires de 60 civils du 4 au 5 décembre 2020 par les Forces de défense érythréennes. Elles ont pillé Hagere Selam, dont la maison de Nyssen, dans laquelle son réfrigérateur, son lit, ses vêtements, ses bassines en plastique et d'autres biens ont été volés. Selon le Programme extérieur d'Europe avec l'Afrique (en), les exécutions sont interprétées comme une vengeance par les Forces de défense érythréennes ayant perdu une bataille contre les forces du Front de libération du peuple du Tigré.
Le 14 décembre 2020, dans la colonie voisine d'Addi Qoylo à Ayninbirkekin, les Forces de défense érythréennes ont exécuté 30 civils pour se venger après avoir perdu une bataille contre les forces du Front de libération du peuple du Tigré. Certains des noms des victimes ont été énumérés sur les sites Web d'enregistrement des victimes selon Nyssen.